# Jean-Thierry Mathurin
Pour les articles homonymes, voir Mathurin.
Jean-Thierry Mathurin est un tueur en série français, né le 27 décembre 1965 à Saint-Laurent-du-Maroni en Guyane française.
Il est le complice de Thierry Paulin, avec qui il commet plusieurs meurtres de personnes âgées entre octobre et novembre 1984, alors qu'il n'a pas encore 19 ans. Il est arrêté en décembre 1987, après les aveux de Thierry Paulin, le dénonçant sur la première série d'assassinats.
Paulin étant mort des suites du sida le 16 avril 1989, Mathurin est jugé seul en décembre 1991 et condamné à la réclusion criminelle à perpétuité assortie d'une période de sûreté de 18 ans.
Après 21 ans de détention, il obtient un régime de semi-liberté, en janvier 2009, avant de bénéficier d'une liberté totale, en janvier 2012.

## Biographie

### Jeunesse
Jean-Thierry Mathurin est né dans une famille très modeste. Il est analphabète. Envoyé en métropole chez sa sœur, il est maltraité par son beau-frère.
Jean-Thierry Mathurin devient toxicomane. Il travaille comme serveur à Paris au Paradis latin. Thierry Paulin est engagé comme serveur lui aussi. C'est ainsi qu'ils se rencontrent et deviennent amants. Thierry Paulin fournit à Jean-Thierry Mathurin la drogue dont il a besoin. Thierry Paulin est toxicomane lui aussi, mais dans une moindre mesure. Ils emménagent ensemble.
Pour faire face à leur besoin d'argent, très supérieur à leurs revenus, ils ont l'idée de voler des proies faciles : les femmes seules et âgées.

### Les faits et l'enquête
Du 5 octobre au 9 novembre 1984, Jean-Thierry Mathurin et Thierry Paulin commettent ainsi une série de meurtres. Leur mode opératoire est toujours le même. Ils repèrent une vieille dame dans la rue, au marché, la suivent jusqu'à son adresse. Quand elle entre chez elle, ils se précipitent pour s'introduire. Ils l'agressent, l'entravent, la brutalisent pour lui faire avouer où elle cache ses économies. Ils la torturent puis la tuent. Ils laissent pour morte leur première victime, qui survivra. Mais les séquelles de l'agression feront qu'elle ne pourra être d'aucune aide aux enquêteurs, car elle a perdu la mémoire.
Fin novembre 1984, ils décident de quitter Paris et partent chez le père de Thierry Paulin à Toulouse. Celui-ci ne supporte pas l'homosexualité de son fils et encore moins que son amant vive chez lui. Jean-Thierry Mathurin quitte donc Thierry Paulin et retourne à Paris.
Le 3 avril 1986 et le 26 mai 1987, Jean-Thierry Mathurin est « play mec » (stripteaseur) dans l'émission C'est encore mieux l'après-midi présentée par Christophe Dechavanne sur Antenne 2,.

### Arrestation et incarcération
Thierry Paulin est arrêté, le 1er décembre 1987, et finit par reconnaître 21 crimes — 19 assassinats et 2 tentatives. Lorsque l'inspecteur Bernard Laither lui demande qui a fait boire un produit servant à déboucher les éviers, contenant de la soude caustique, Thierry Paulin répond que ce n'est pas lui. Acculé, il dénonce son complice.
Jean-Thierry Mathurin est arrêté le 2 décembre 1987, dans la matinée. Il reconnaît les faits avec remords et regrette sa participation pour les huit premiers meurtres (il n'avait pas 19 ans au moment des faits).
Le 4 décembre 1987, Paulin et Mathurin sont inculpés d'assassinats accompagnées d'actes de tortures et de barbarie, puis placés en détention provisoire. Paulin est âgé de 24 ans, Mathurin est à peine âgé de 22 ans.
Thierry Paulin meurt du SIDA à l'infirmerie de la Maison d'arrêt de Fresnes, le 16 avril 1989.

### Procès et condamnation
Le 16 décembre 1991, le procès de Jean-Thierry Mathurin débute à la cour d'assises de Paris. La défense de Jean-Thierry Mathurin est assurée par Michèle Arnold. Philippe Bilger est l'avocat général. Olivia Cligman est l'avocate des parties civiles.
Lors de son arrivée dans le box, Mathurin aiguise un léger sourire pour plaire à la Cour. Soucieux de son image, il a pour but de faire valoir son influence dominée par Paulin. Pour afficher la mort d'absence du co-accusé, la Cour évoque le « fantôme de Paulin ». Cette déclaration hante à moitié la salle. À la fin du procès, Mathurin se recroqueville dans son box, prostré et gêné d'avoir pu être complice de Paulin. Il pleure à plusieurs reprises et présente ses excuses à sa mère.
Le 20 décembre 1991, Mathurin est condamné à la réclusion criminelle à perpétuité, assortie d'une peine de sûreté de 18 ans, pour les assassinats de huit vieilles dames et la tentative d'assassinat sur une autre, décédée trois ans après l'agression.
À la suite de sa condamnation, Mathurin intègre la Maison centrale de Poissy, où il purge la majeure partie de sa détention. Le 9 janvier 2009, après 21 ans de détention, Jean-Thierry Mathurin obtient un régime de semi-liberté, pour une durée de trois ans,. Il recouvre totalement la liberté, le 26 janvier 2012[réf. nécessaire].

## Liste des victimes connues
| Date de découverte | Date des faits  | Identité          | Nom d'épouse | Âge | Arrondissement | Lieu                    |
| ------------------ | --------------- | ----------------- | ------------ | --- | -------------- | ----------------------- |
| 5 octobre 1984     | 5 octobre 1984  | Germaine Petitot  | Michel       | 91  | 18e            | rue Lepic               |
| 5 octobre 1984     | 5 octobre 1984  | Anna Ponthus      | Barbier      | 83  | 9e             | 10 rue Saulnier         |
| 9 octobre 1984     | 9 octobre 1984  | Suzanne Foucault  | -            | 89  | 18e            | 10 rue Nicolet          |
| 5 novembre 1984    | 3 novembre 1984 | Ioana Seicaresco  | -            | 71  | 18e            | 60 boulevard de Clichy  |
| 7 novembre 1984    | 7 novembre 1984 | Alice Partouche   | Benaïm       | 84  | 18e            | 15 rue Marc-Séguin      |
| 8 novembre 1984    | 8 novembre 1984 | Marie Choy        | -            | 80  | 18e            | 7 rue Pajol             |
| 9 novembre 1984    | 9 novembre 1984 | Maria Cifre-Valle | Mico-Diaz    | 75  | 18e            | 27 rue des Trois-Frères |
| 12 novembre 1984   | 6 novembre 1984 | Jeanne Lorent     | Louis        | 82  | 18e            | rue Armand-Gauthier     |
| 12 novembre 1984   | 4 novembre 1984 | Paule Victor      | -            | 77  | 17e            | rue Jacques-Kellner     |

## Documentaires télévisés
- « Thierry Paulin, le tueur de vieilles dames » en juillet 2004, juin 2006 et avril 2009 dans Faites entrer l'accusé présenté par Christophe Hondelatte sur France 2.
- « Thierry Paulin, le tueur de vieilles dames » le 6 décembre 2009, le 4 avril, le 5, le 13, le 27 septembre, le 15 et le 23 novembre, le 2 et le 10 décembre 2010 dans Affaires criminelles sur NT1.
- « Affaire Thierry Paulin » (premier reportage) le 19 septembre, 3, 11 et 25 octobre 2015 dans Chroniques criminelles sur NT1.
- « Le tueur de vieilles dames » (deuxième reportage) de la « Spéciale : ils ont fait trembler Paris » le 25 avril 2016 dans Crimes sur NRJ 12.
- « Thierry Paulin : le tueur de vieilles dames » dans Portraits de criminels sur RMC Story et sur RMC Découverte
- « Affaire Thierry Paulin, le tueur et les vieilles dames » dans Au bout de l'enquête, la fin du crime parfait ? le 2 avril 2022 sur France 2.
- «L'affaire des tueurs de vieilles dames» , La vérité à Tout prix, Saison 1 épisode 3 (2024) , sur Crime District[1].

## Émissions radiophoniques
- « Thierry Paulin, le tueur de vieilles dames » le 3 octobre 2014 dans L'Heure du crime de Jacques Pradel sur RTL.
- « Thierry Paulin : courtisan la nuit, assassin le jour » le 5 octobre 2015 dans Affaires Sensibles de Fabrice Drouelle sur France Inter.
- Cerno, l'anti-enquête, podcast de Julien Cernobori, retraçant par des rencontres l'histoire de cette affaire, au fil des épisodes[10].